# Eliteserien 2006
La Eliteserien 2006, nota anche come Tippeligaen 2006 per ragioni di sponsorizzazione, fu la sessantunesima edizione della Eliteserien, massima serie del campionato norvegese di calcio. Vide la vittoria finale del Rosenborg, al suo ventesimo titolo. Capocannoniere del torneo fu Daniel Nannskog (Stabæk), con 19 reti.

## Stagione

### Novità
Dalla Eliteserien 2005 vennero retrocessi l'Aalesund e il Bodø/Glimt, mentre dalla 1. divisjon 2005 vennero promossi lo Stabæk e il Sandefjord.

### Formula
Le quattordici squadre partecipanti si affrontarono in un girone all'italiana con partite di andata e di ritorno, per un totale di 26 giornate. La prima classificata, vincitrice del campionato, veniva ammessa alla UEFA Champions League 2007-2008. La seconda e la terza classificata venivano ammesse alla Coppa UEFA 2007-2008, assieme al vincitore della Coppa di Norvegia. La dodicesima classificata disputava uno spareggio promozione/retrocessione con la terza classificata in 1. divisjon. Le ultime due classificate venivano retrocesse direttamente in 1. divisjon.

## Squadre partecipanti
| Club         | Stagione | Città        | Stagione 2005            |
| ------------ | -------- | ------------ | ------------------------ |
| Brann        | dettagli | Bergen       | 6º posto in Eliteserien  |
| Fredrikstad  | dettagli | Fredrikstad  | 11º posto in Eliteserien |
| HamKam       | dettagli | Hamar        | 10º posto in Eliteserien |
| Lillestrøm   | dettagli | Lillestrøm   | 4º posto in Eliteserien  |
| Lyn Oslo     | dettagli | Oslo         | 3º posto in Eliteserien  |
| Molde        | dettagli | Molde        | 12º posto in Eliteserien |
| Odd Grenland | dettagli | Skien        | 9º posto in Eliteserien  |
| Rosenborg    | dettagli | Trondheim    | 7º posto in Eliteserien  |
| Sandefjord   | dettagli | Sandefjord   | 2º posto in 1. divisjon  |
| Stabæk       | dettagli | Bærum        | 1º posto in 1. divisjon  |
| Start        | dettagli | Kristiansand | 2º posto in Eliteserien  |
| Tromsø       | dettagli | Tromsø       | 8º posto in Eliteserien  |
| Vålerenga    | dettagli | Oslo         | Campione di Norvegia     |
| Viking       | dettagli | Stavanger    | 5º posto in Eliteserien  |

## Classifica finale
|  | Pos. | Squadra      | Pt | G  | V  | N | P  | GF | GS | DR  |
|  | ---- | ------------ | -- | -- | -- | - | -- | -- | -- | --- |
|  | 1.   | Rosenborg    | 53 | 26 | 15 | 8 | 3  | 47 | 24 | +23 |
|  | 2.   | Brann        | 46 | 26 | 14 | 4 | 8  | 39 | 36 | +3  |
|  | 3.   | Vålerenga    | 44 | 26 | 13 | 5 | 8  | 43 | 28 | +16 |
|  | 4.   | Lillestrøm   | 44 | 26 | 12 | 8 | 6  | 44 | 33 | +11 |
|  | 5.   | Stabæk       | 39 | 26 | 10 | 9 | 7  | 53 | 36 | +17 |
|  | 6.   | Start        | 37 | 26 | 10 | 7 | 9  | 29 | 32 | -3  |
|  | 7.   | Lyn Oslo     | 35 | 26 | 10 | 5 | 11 | 33 | 36 | -3  |
|  | 8.   | Fredrikstad  | 32 | 26 | 8  | 8 | 10 | 38 | 46 | -8  |
|  | 9.   | Sandefjord   | 32 | 26 | 9  | 5 | 12 | 37 | 47 | -10 |
|  | 10.  | Tromsø       | 29 | 26 | 8  | 5 | 13 | 33 | 39 | -6  |
|  | 11.  | Viking       | 29 | 26 | 8  | 5 | 13 | 31 | 37 | -6  |
|  | 12.  | Odd Grenland | 29 | 26 | 7  | 8 | 11 | 30 | 38 | -8  |
|  | 13.  | HamKam       | 28 | 26 | 7  | 7 | 12 | 35 | 39 | -4  |
|  | 14.  | Molde        | 25 | 26 | 7  | 4 | 15 | 29 | 50 | -21 |

Legenda:
      Campione di Norvegia e ammessa alla UEFA Champions League 2007-2008
      Ammessa alla Coppa UEFA 2007-2008
 Ammessa allo spareggio promozione/retrocessione
      Retrocessa in 1. divisjon 2007
Note:
Tre punti a vittoria, uno a pareggio, zero a sconfitta.

## Risultati
|              | Ros  | Bra  | Vål  | Lil  | Stb  | Sta  | Lyn  | Fre  | San  | Tro  | Vik  | Odd  | Ham  | Mol  |
| ------------ | ---- | ---- | ---- | ---- | ---- | ---- | ---- | ---- | ---- | ---- | ---- | ---- | ---- | ---- |
| Rosenborg    | –––– | 0-0  | 3-2  | 3-1  | 1-0  | 3-0  | 2-1  | 1-0  | 3-1  | 2-1  | 4-1  | 1-1  | 0-3  | 0-1  |
| Brann        | 1-3  | –––– | 3-1  | 1-1  | 2-2  | 0-1  | 2-0  | 3-1  | 5-3  | 2-1  | 2-0  | 1-0  | 2-1  | 2-1  |
| Vålerenga    | 0-0  | 2-1  | –––– | 0-1  | 3-1  | 1-0  | 1-2  | 5-1  | 4-1  | 3-1  | 1-0  | 0-0  | 0-0  | 2-0  |
| Lillestrøm   | 3-3  | 2-0  | 2-1  | –––– | 2-2  | 2-1  | 2-0  | 1-1  | 1-2  | 1-2  | 3-1  | 2-2  | 3-1  | 3-0  |
| Stabæk       | 1-1  | 1-2  | 2-2  | 2-2  | –––– | 2-2  | 3-2  | 3-2  | 0-0  | 3-1  | 1-1  | 1-1  | 4-0  | 8-0  |
| Start        | 2-1  | 0-1  | 1-2  | 2-0  | 1-0  | –––– | 0-0  | 0-0  | 0-2  | 1-1  | 3-1  | 2-1  | 2-0  | 3-2  |
| Lyn Oslo     | 1-2  | 2-0  | 2-1  | 3-3  | 1-4  | 1-2  | –––– | 1-2  | 2-0  | 1-3  | 0-0  | 1-1  | 1-0  | 2-0  |
| Fredrikstad  | 1-1  | 1-1  | 2-1  | 0-1  | 2-1  | 4-0  | 1-2  | –––– | 2-1  | 5-3  | 2-1  | 2-1  | 2-2  | 1-1  |
| Sandefjord   | 0-2  | 0-2  | 0-2  | 1-1  | 3-1  | 1-1  | 2-2  | 2-0  | –––– | 1-0  | 3-2  | 1-3  | 2-1  | 5-2  |
| Tromsø       | 1-1  | 3-1  | 0-1  | 1-0  | 0-1  | 1-0  | 1-2  | 3-1  | 2-2  | –––– | 0-0  | 0-0  | 0-2  | 2-0  |
| Viking       | 1-3  | 5-0  | 1-2  | 1-2  | 3-1  | 1-2  | 1-2  | 1-1  | 1-0  | 1-0  | –––– | 1-0  | 2-1  | 3-1  |
| Odd Grenland | 0-4  | 1-3  | 3-2  | 0-3  | 0-1  | 2-0  | 2-1  | 3-3  | 3-1  | 3-2  | 0-1  | –––– | 3-0  | 0-0  |
| HamKam       | 1-1  | 4-0  | 1-1  | 1-2  | 1-5  | 2-2  | 1-0  | 3-1  | 3-0  | 2-3  | 0-0  | 3-0  | –––– | 1-2  |
| Molde        | 0-2  | 0-2  | 0-3  | 2-0  | 1-3  | 1-1  | 0-1  | 4-0  | 2-3  | 3-1  | 3-1  | 2-0  | 1-1  | –––– |

## Spareggio promozione/retrocessione
Allo spareggio vennero ammessi l'Odd Grenland, dodicesimo classificato in Eliteserien, e il Bryne, terzo classificato in 1. divisjon. L'Odd Grenland vinse lo spareggio, mantenendo così la categoria.
|              | Risultati |              | Luogo e data     |
| ------------ | --------- | ------------ | ---------------- |
| Odd Grenland | 3 - 0     | Bryne        | 8 novembre 2006  |
| Bryne        | 1 - 7     | Odd Grenland | 11 novembre 2006 |
|              |           |              |                  |

## Statistiche

### Classifica marcatori
| Gol |  |  | Giocatore              | Squadra    |
| --- |  |  | ---------------------- | ---------- |
| 19  |  |  | Daniel Nannskog        | Stabæk     |
| 18  |  |  | Veigar Páll Gunnarsson | Stabæk     |
| 17  |  |  | Steffen Iversen        | Rosenborg  |
| 11  |  |  | Peter Ijeh             | Viking     |
| 11  |  |  | Michael Mifsud         | Lillestrøm |
| 11  |  |  | Ole Martin Årst        | Tromsø     |
| 10  |  |  | Robert Koren           | Lillestrøm |
| 10  |  |  | Andreas Tegström       | Sandefjord |
| 9   |  |  | Bengt Sæternes         | Brann      |
| 9   |  |  | Jan-Derek Sørensen     | Vålerenga  |